# 1793, la Révolution contre l'Église : de la raison à l'être suprême
1793, la Révolution contre l'Église : de la Raison à l'Être Suprême est un ouvrage de l'historien Michel Vovelle publié pour la première fois en 1988.
L'ouvrage traite des phénomènes de déchristianisation et de l'instauration des nouveaux cultes de la Raison et de l'Être Suprême en France, entre octobre 1793 et juin 1794, soit de Brumaire à Germinal an II dans le calendrier républicain.